# Jankó-Klaviatur

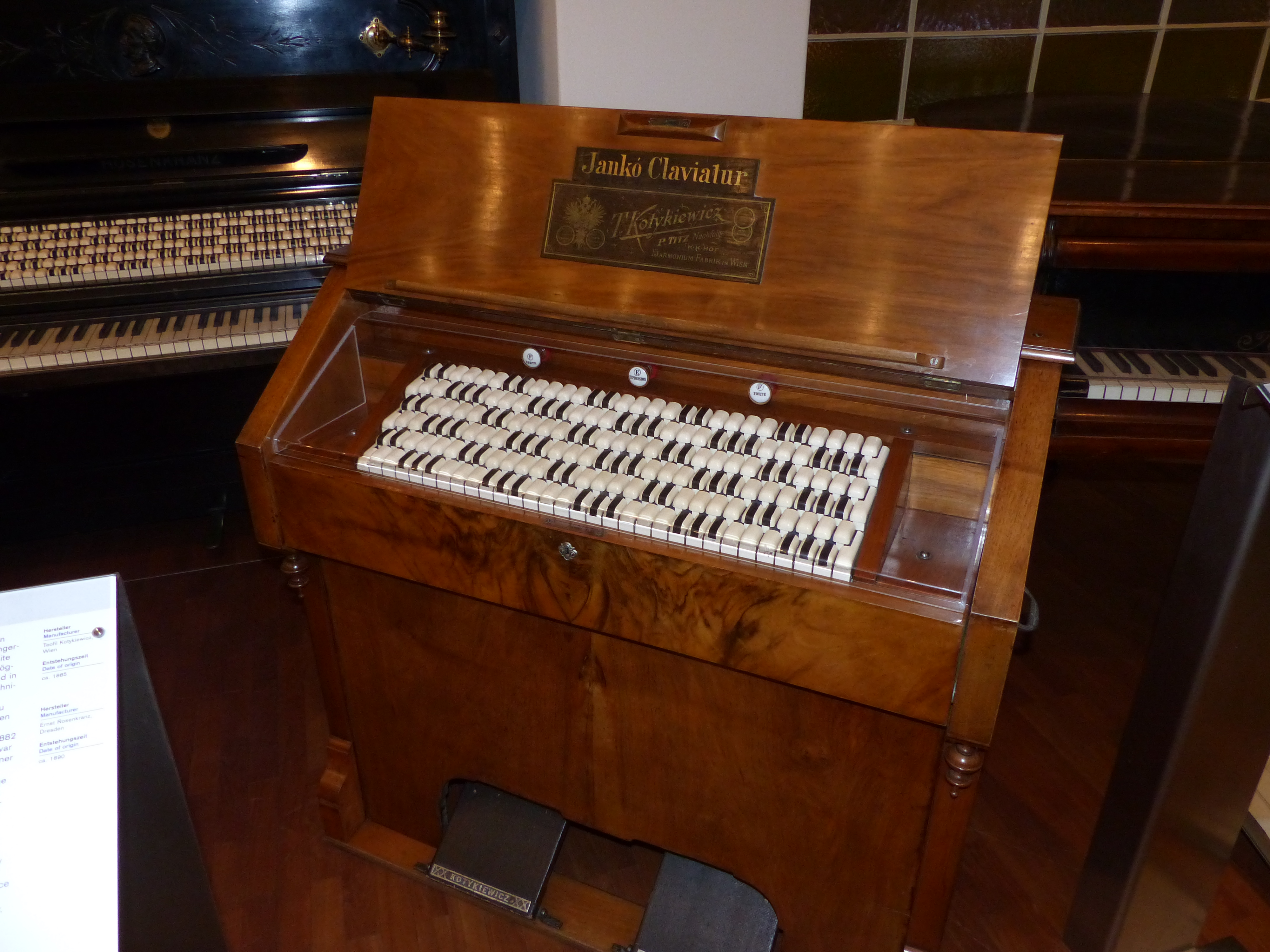
Instrument mit Jankó-Klaviatur von Kotykiewicz 1885, Technisches Museum Wien

Die Jankó-Klaviatur ist eine alternative Klaviaturform in der 6-plus-6-Anordnung, die 1882 von Paul von Jankó entworfen wurde.

## Entstehung
Jankó passte seine Klaviertastatur den Erfordernissen des Menschen in physiologischer und mnemotechnischer Hinsicht an, da eine normalgroße Hand auf dem üblichen Klavier kaum mehr als eine None greifen kann und verschiedene Tonleitern auch verschiedene Fingersätze erfordern und die Anordnung der Tasten keine Übereinstimmung von Klang und Bewegung aufweist und die akustischen, für jeden Ton gültigen Gesetzmäßigkeiten hier nicht mit allen Sinnen erfahrbar gemacht werden. Daher hat sein Klavier zwei hintereinandergreifende Manuale mit drei Druckpunkten für jeden Tastenhebel. Anstatt der traditionellen Anordnung der schwarzen und weißen Tasten in einer Reihe hat dieses Design eine clusterartige Tastenfeld-Anordnung. In vertikaler Sicht sind die Tasten einen Halbton voneinander entfernt und horizontal einen Ganzton. Daraus resultiert, dass im Gegensatz zum normalen Klavier alle Akkorde und Skalen die gleichen Fingersätze und die gleiche Griffform auf den Tasten haben, egal in welcher Tonart man sich befindet. Auch besteht beim Jankoklavier stets Kongruenz zwischen Klang und Bewegung, da die für jeden beliebigen Ton geltenden akustischen Obertongesetze (eine Oktave höher = halbe Saitenlänge, eine Quinte = 2/3 Saitenlänge etc.) und damit sein Beziehungsgeflecht zu den anderen Tönen in selber Gesetzmäßigkeit von jedem Ton aus im wahrsten Sinne des Wortes „begriffen“ wie auch gesehen und gehört werden können. Jeder Hörer erkennt eine transponierte Melodie als lediglich „farblich“ veränderte Wiederholung. Bei herkömmlichen Klavieren wird diese proportionale Identität der akustischen Tonbeziehungen durch verschiedene Griffweisen verschleiert. Gleich Klingendes muss hier verschieden gegriffen werden und gleich Gegriffenes (z. B. d-moll Akkord und C-Dur Akkord) klingt aber verschieden (bei der Normtastatur). Die Jankotastatur bietet zwar je nach Handgrösse Griffvariationen an, aber die gewählte Griffform gilt dann für alle Tonarten und ein Durgriff ist niemals gleich einem Mollgriff, sodass verschiedene akustische Ereignisse auch verschiedene Griffmuster bedeuten. Die Musik selbst, wie sie auch hörend empfunden wird, entspricht daher der Jankotastatur, bei der deshalb auch das Gehör immer unwillkürlich durch dauernde Klang-Griff-Assoziation mittrainiert wird. Jankoklaviere waren anfänglich durchaus verbreitet und wurden auch von namhaften Herstellern wie Steinway & Sons, Bechstein, Blüthner, Ibach etc. pp. hergestellt.
Der wichtigste Grund für die fehlende Fortsetzung des anfänglich kometenhaften Erfolgs in der Produktion von Jankoklaviaturen war die geringe Haltbarkeit der Tastaturen. Diese war jedoch vor allem der klavierbautechnischen Routine geschuldet: Anstatt sie den Erfordernissen der durch die Jankomöglichkeiten gesteigerten Fortschritte in Klavierspiel und Virtuosität anzugleichen, bauten Klavierbauer die Jankotasten weiterhin aus Holz mit Stiftführung. Die noch vorhandenen Jankoinstrumente in Museen beweisen, dass sich diese Konstruktion schnell abnutzte. Dies gilt insbesondere für die Stiftführungen am Wagpunkt jedes Tastenhebels (oder Unterhebels bei Jankoklaviaturen mit doppelten Hebeln), denn die schmalere Mensur der gesamten Tastatur bedingt auch wesentlich schmalere Tasten, welche nun Achskonstruktionen benötigen. Die Freude an den neuen fingertechnischen Möglichkeiten war aufgrund ständiger kostspieliger Wartungsarbeiten bald beendet. Die Enttäuschungen der Pianisten, hohe Geldinvestitionen getätigt zu haben, ohne dafür ein haltbares Instrumentes zu bekommen, haben die Jankoidee grundsätzlich in Verruf gebracht.

Anstelle eines Klaviers normaler Bauart, würde es auf der JankóKlaviatur 264 Anschlagsstellen geben, da jede Note von drei Stufen (in vertikaler Richtung) gespielt werden könnte. Im Bild sind die weißen Tasten farbig markiert, um zu zeigen, wie die Töne pro Taste verbunden sind.

## Technische Weiterentwicklungen
Die Mensur für die Oktave beträgt 120 mm gegenüber ca. 165 mm bei der gewöhnlichen Klaviatur. Somit hat das Tastenfeld statt der üblichen 123 Zentimeter nur eine Breite von 89 Zentimetern, was durch die Spreizung der Tastenhebel auf die Saiten zu Abnutzungserscheinungen auch am Wagpunkt sowie bei geraden Unterhebeln u. a. auch an den Angriffspunkten der Kraft und der Last (auch an der Pilote) führt und dadurch Spätfolgekosten verursacht, die zum anfänglichen Misserfolg der Erfindung beitrugen. Erst der „Boyeshebel“ löste auch diese Probleme. Der Freund Jankós und Präsident des Jankovereins, Dr. Francis Bryan Boyes, (der Jankoverein existierte in Wien auch lange nach seinem und Jankos Tod bis zum 9. Juli 1965) stellte ihn in seiner Klavierbauanleitung „Das Jankó-Clavier in seiner vollkommenen Ausführung und die Frage seiner Existenzberechtigung: durch Illustrationen erläuterte, nach Möglichkeit kurz gefasste und zugleich erschöpfende Behandlung dieses Gegenstandes“, Wien 1894 vor und demonstriert hier auch durch illustrierte Beweisführungen (z. B. Seite 5) die Haltbarkeit seiner Aluminium-Konstruktion, die u. a. auch durch Achsen, anstelle der herkömmlichen Stifte am Wagpunkt der Tastenhebel, geplante Obsoleszenz ausschließt. Da die Originalpläne der Pfeifferbauart im Krieg verloren gingen, baute Klavierbaumeister Peter Zettel zusammen mit dem Pianisten Detlef Graul das Pfeifferjankoklavier im Museum Stuttgart auseinander und erstellte 2005 einen Plan, der über die Adresse des ehemaligen Jankoinstituts (Neufraerstraße 25, 78554 Aldingen-Aixheim) zu erhalten ist. Anschließend stellte Graul, nach zwanzig Jahren Forschung, eine „bestmögliche“ Bauweise für die Jankoklaviatur vor, bei der eine „Pfeifferoberhebel“-Bauart (siehe Museum Stuttgart) mit dem Boyeshebel verknüpft wird. Die Pfeifferoberhebel ermöglichen denselben Hub und gleichen Kraftaufwand von jeder der drei Anschlagsstellen jeder Jankotaste. Die Boyesunterhebel sind wartungsfrei.

## Varianten
Viele besondere Ausführungen dieses Klaviers entstanden, nachdem Jankó es konzipiert hatte. Jankó selbst entwickelte eine Tastenanordnung, die den kleinen, schmalen, schwarz-weißen Tasten des bekannten Klaviers ähnelten, und patentierte dies in Deutschland 1884. Im Folgejahr patentierte er die breiteren Anschlagsbäckchen mit der Jankotypischen vorteilhaften runden Form. Andere Erfinder meldeten und melden andere Designvorschläge zum Patent an, die Jankós ähnelten und sich oft nur in der Tastenform unterschieden (zu nennen sind: Edgar, Cramer, McChesney, Stewart, Adams, Nordbö, Barnett, Reuther und Firestone). Johannes Beyreuther liefert neben Instrumenten, die ebenfalls dem 6-plus-6-Prinzip folgen, eine für dieses optimierte Notation.
Auch heute entstehen aktuell zahlreiche Neuvariationen wie z. B. von der Firma Daskin, Lippens, Chromatone etc. pp. Das Jankó-Design wird aktuell vor allem von Herstellern elektronischer Instrumente angewendet. Seit 2000 wurde die Jankó-Klaviaturproduktion von mehreren Klavier- und Tastaturherstellern wieder aufgenommen, u. a. erneut von Bluethner, Aug. Laukhuff, Kluge.

## Rezeption

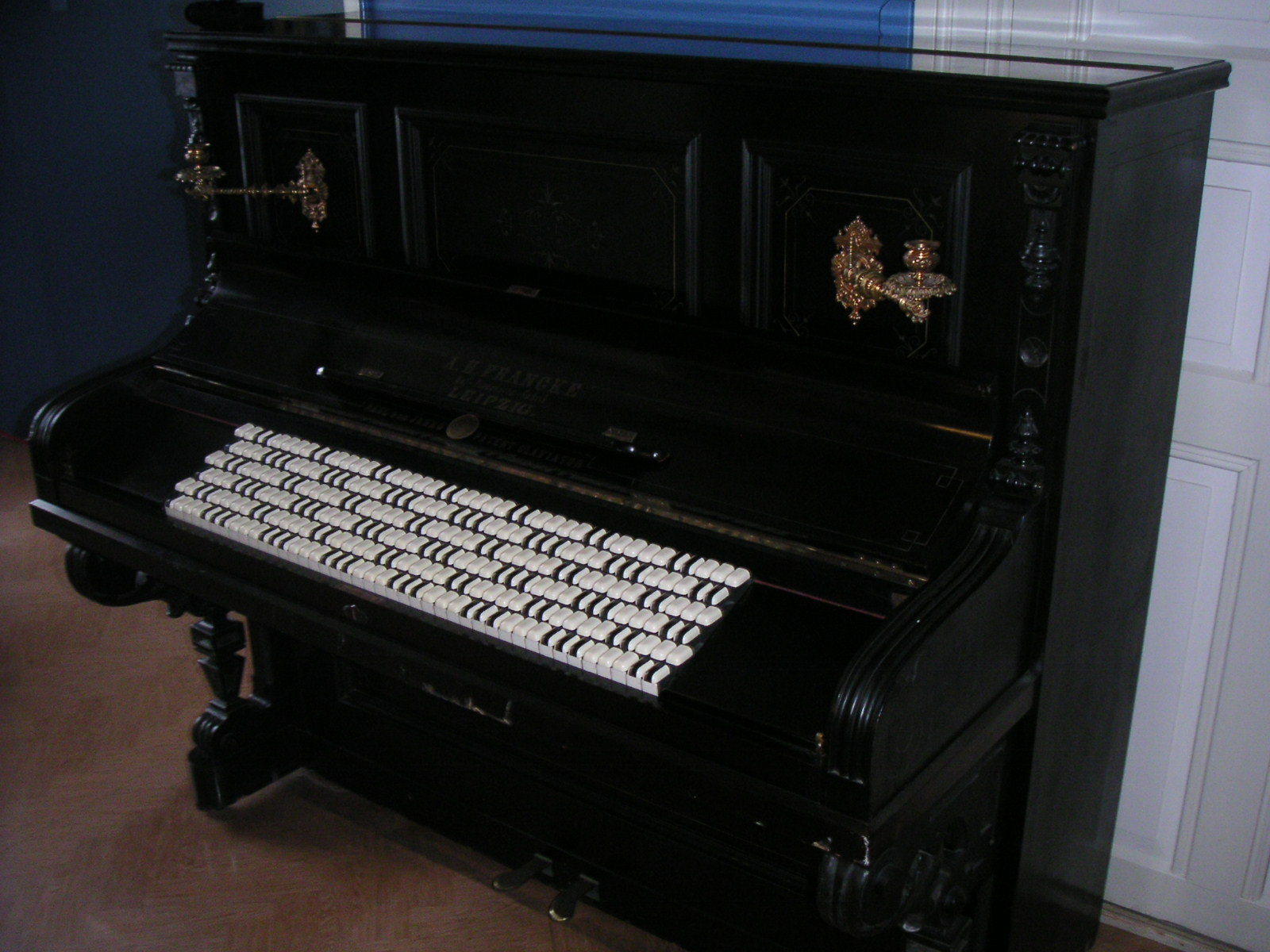
Instrument mit Janko-Klaviatur

Zur Zeit seiner Erfindung wurde das Instrument als revolutionär gepriesen. Franz Liszt sagte: „Diese Erfindung wird das momentane Klavier in fünfzig Jahren ersetzt haben!“ Nahezu ausschließlich hauptberufliche Starpianisten erkannten die eminenten Vorteile der Jankotastatur. Z.B. der Pianist Walter Rehberg, der (als Direktor der Stuttgarter Musikhochschule bis 1933) auch Jankounterricht gab und zahlreiche erfolgreiche Konzerte auf seinem Jankopfeifferflügel darbot, bis er vor den Nationalsozialisten in die Schweiz floh. Arthur Rubinstein sagte über die Janko-Klaviatur: „If I were to begin my career anew it would be on this keyboard“ (Wenn ich meine Karriere noch einmal beginnen müsste, wäre es auf dieser Klaviatur).
Entgegen Liszts Vorhersage und Rubinsteins Befürwortung hat sich die Jankó-Klaviatur nicht durchgesetzt, vor allem, da nur wenige ihr Repertoire auf einem nicht etablierten Klavier mit neuen Fingersätzen lernen wollten. Auch nützte es wenig, wenn man ein Stück auf der neuen Klaviatur eingeübt hatte, am Konzertort dann aber damit rechnen musste, ein konventionelles Instrument vorzufinden. Wäre die Janko-Klaviatur zu einem früheren Zeitpunkt erfunden worden, als Klaviere noch mit leichteren Holz- statt mit Metallrahmen gefertigt wurden, und so transportabler waren, hätte sich die Janko-Klaviatur vielleicht durchgesetzt. Doch das Klavier hatte sich in der romantischen Ära fest etabliert und wurde von vielen Musikern genutzt und favorisiert.